# По Уссурийскому краю
«По Уссурийскому краю. Путешествие в горную область Сихотэ-Алинь» — первое и одно из самых известных литературных произведений русского писателя, путешественника и этнографа Владимира Клавдиевича Арсеньева, описывающее его путешествия вместе со своим проводником и другом, гольдом (нанайцем) Дерсу Узала. Написана в 1906—1917 годах и впервые издана в 1921 году во Владивостоке.
В основу книги легли дневниковые записи Арсеньева за 1902 и 1906 годы. Несмотря на кажущуюся документальность, некоторые моменты книги беллетризированы, а другие и вовсе являются художественным вымыслом. Тем не менее, главы книги написаны в строгой хронологической последовательности и в целом соответствуют дневниковым записям.

## Персонажи

### Основные

#### Владимир Арсеньев
На момент событий повести Владимир Арсеньев — штабс-капитан 29-го Восточно-Сибирского стрелкового полка, прикомандированный к штабу Приамурского военного округа.

#### Дерсу Узала
Хотя Дерсу Узала — реально существовавший человек, упомянутый в дневниках Арсеньева, однако, так как книги «По Уссурийскому краю» и «Дерсу Узала» являются частично беллетризованными — образ Дерсу несколько изменён.
На основании экспедиционных дневников, Арсеньев познакомился с Дерсу лишь в 1906 году, встреча произошла 3 августа у реки Тадуши, а в художественной книге Арсеньев описывает свою первую встречу в 1902 году у реки Лефу. Возможно, Арсеньев приписал ему некоторые черты и поступки других проводников, с которыми раньше ходил по тайге.

### Второстепенные
Поликарп Олентьев — появляется в 1 главе, постоянный спутник Арсеньева. На 1902 год ему 26 лет. Среднего роста, хорошо сложен. Волосы русые, крупные черты лица, небольшие усы. Подстрелил тигра в главе 1.
Стрелок Марченко — спутник Арсеньева, Олентьева и Дерсу из отряда стрелков, вчетвером они оставили отряд в деревне Ляличи и отправились по нижнему течению реки Лефу.

## Экранизации
- Дерсу Узала — советский фильм 1961 года режиссёра Агаси Бабаяна.
- Дерсу Узала — советско-японский фильм 1975 года режиссёра Акиры Куросавы.